# Disillusion
Disillusion — немецкая музыкальная группа, играющая в стиле прогрессивный метал. Была основана в 1994 году в Лейпциге Энди Шмидтом, Тобиасом Спиром, Алексом Моцем, Маркусом Эспенхайном и Яном Штельцелем.

## История[1]

### Начало
Группа Disillusion была основана в 1994 году Энди Шмидтом, Тобиасом Спиром, Алексом Моцем, Маркусом Эспенхайном и Яном Штельцелем. Группа играла трэш-метал. Несмотря на уход басиста Маркуса Эспенхайна в начале 1996 года в марте того же года был записан Insanity. За Red последовал 1997 год, где у группы уже сложился собственный стиль. Сведение и мастеринг второго демо проводили Энди Шмидт и Алекс Чолаков на TAM Recording в Цвиккау. Несмотря на растущий локальный успех и перспективы того, что группа станет более серьезной, Disillusion был приостановлен из-за нехватки времени у некоторых участников группы. С присоединением гитариста Райка Бартеля и барабанщика Йенса Малушки в 1999 и 2000 годах Disillusion снова началась. Они отыграли несколько концертов и записали свое третье демо Three Neuron Kings летом 2001 года (снова с Алексом Чолаковым на TAM Recording). Пластинка получила положительные отзывы музыкальной прессы. Весной 2002 года Disillusion снова отправились в тур и выиграли EP на конкурсе Legacy Band Contest. Пластинка была записана на TAM Recording в 2002 году и называлась The Porter. Он также получил международную репутацию в музыкальной прессе и привлек внимание крупных лейблов.

### Первый альбом
Disillusion подписали контракт с Metal Blade Records и выпустили первый альбом Back to Times of Splendor в 2004 году. Стилистически музыка в основном находится в прогрессивном дэт-металле. «Назад во времена великолепия» был очень хорошо встречен критиками. Rock Hard даже говорил о жарком претендента на титул «Дебют года». После релиза Disillusion выступили на нескольких фестивалях (включая Summer Breeze Open Air) и в европейском турне в поддержку Amon Amarth и Impious. За это время альбом был представлен в специальных шоу вместе с лейпцигскими музыкантами из Dark Suns и Unloved.

### Второй альбом
Альбом, названный Gloria, был выпущен 20 октября 2006 года. С альбомом Disillusion вышли на новую музыкальную территорию и в значительной степени полагались на искаженный вокал, а также на элементы электронного звучания. Последний был разработан в основном продюсерским дуэтом Philipp Hirsch и Heiko Tippelt из film-m. Новый альбом показал явное изменение стиля по сравнению с предшественником. Разочарование не хотело стилистически преемника Back To Times of Splendor, потому что с точки зрения группы в альбоме было сказано все. Об этом свидетельствует песня Глории «Спасите прошлое». Поклонники и рецензенты восприняли Глорию очень неоднозначно. После релиза Disillusion отыграли общеевропейские концерты, хотя на этот раз группа не отыграла сплоченный тур, а отыграла несколько индивидуальных концертов в качестве хедлайнеров.
8 декабря 2009 года Энди Шмидт объявил, что группа отделилась от гитариста Райка Бартела. В конце 2010 года к группе присоединился Себастьян Хупфер в качестве нового гитариста. в 2011 году было сыграно несколько шоу. После этого последовал перерыв, который Энди Шмидт объяснил личными проблемами отдельных участников группы.

### Сингл Alea
В 2015 году фанат попросил группу отыграть эксклюзивный концерт в Вене. После того, как Матиас Беккер больше не работал из-за своей группы SAFI, к группе присоединился французский басист Djon. До этого он играл в местном проекте echo.mensch вместе с Себастьяном Хупфером. 29 мая 2015 года Disillusion впервые сыграли в Вене « Back to Times of Splendor» . Были и другие концерты в Германии, и последний концерт-возвращение на распроданном [[Werk Арена|Werk 2]] в Лейпциге 4 декабря 2015 года. Новый 10-минутный сингл Alea впервые был представлен вживую. В апреле 2016 года Бен Хогг был официально представлен как новый бас-гитарист, поскольку Джону пришлось вернуться во Францию из-за личных обязательств. 7 октября 2016 года Alea был выпущен в цифровом формате и в виде компакт-диска на Kick the Flame Publishing (издатель бывшего гитариста Райка Бартеля). В конце года последовал мини-тур по Германии и Австрии. Альбом должен последовать.

### Третий альбом
В марте 2017 года Disillusion объявили, что приступят к написанию третьего альбома. Чтобы помочь в процессе написания, Энди Шмидт изолировал себя в небольшой хижине в лесу где-то в Чешской Республике на 3 недели, чтобы спокойно работать над новыми песнями. Одновременно группа обратилась за помощью к фанатам через Patreon для финансирования производства. Первая цель — поддержка Энди — была достигнута в течение двух дней. Затем группа объявила о завершении третьего альбома в течение 12 месяцев, но позже продлила этот срок еще на год, так как группа не хотела спешить с предоставлением своим фанатам неадекватного и неполного опыта. За это время группа объявила об очередном изменении состава. На этот раз басист Бенн Хогг перейдет на третью гитару, и группа объявила о двух новых участниках. Джош Салдана, барабанщик из Дубая, и Феликс Тилеманн, который заменит Бена на бас-гитаре. В 2019 году группа выпустила свой третий альбом под названием The Liberation.

## Состав группы

### Текущий состав[2]
- 1994—н. в. — Vurtox (Andy Schmidt): вокал/гитара/синтезатор
- 2008—н. в. — Matthias Becker: бас-гитара
- 2000—2007, 2008—н. в. — Jens Maluschka: ударные

### Бывшие участники
- 1994—1996 — Markus Espenhain: бас-гитара
- 1994—1997 — Tobias Spier: вокал, гитара
- 1994—1997 — Alex Motz ударные
- 1994—1997 — Jan Stölzel: синтезатор
- 1997—2000 — Alex Sasch Tscholakov: ударные
- 1999—2009 — Rajk Barthel: гитара
- 2000 — Jörg Heinze: гитара
- 2005 — Ralf Willis: бас-гитара
- 2005 — Shya Hely: бэк-вокал
- 2007 — Clemens Frank: ударные
- 2007—2008 — Alex Sasch Tscholakov: ударные
- 2007—2008 — Alla Fedynitch: бас-гитара (только вживую)

## Дискография[2]

### Студийные альбомы
- 2004 — Back to Times of Splendor
- 2006 — Gloria
- 2019 — The Liberation
- 2022 — Ayam

### Демо и EP
- 1995 — Rehearsal (демо)
- 1996 — Subspace Insanity (демо)
- 1997 — Red (демо)
- 2001 — Three Neuron Kings (EP)

### Синглы
- 2002 — «The Porter»
- 2016 — «Alea»

### Другие
- 2004 — Fate of Norns Release Shows (сплит-альбом совместно с Amon Amarth, Fragments of Unbecoming и Impious)